# Żuk leśny

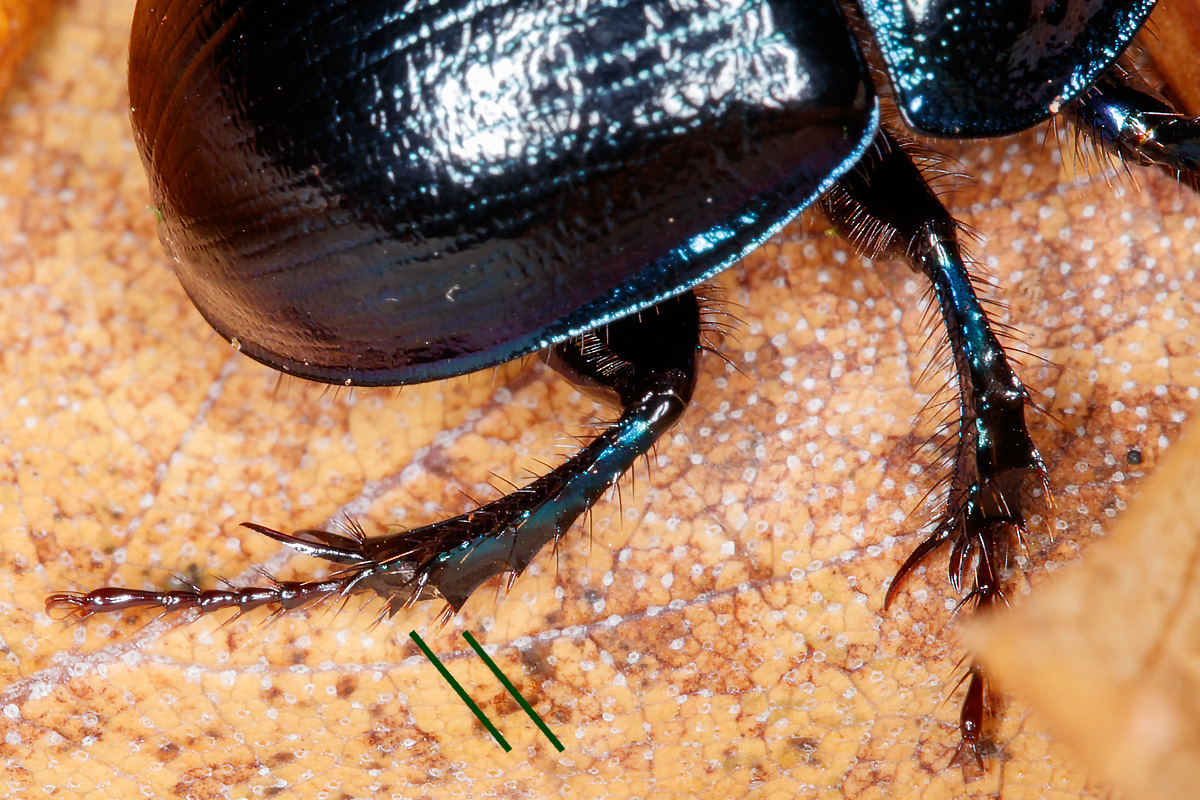
Żuk leśny – dwie listwy po zewnętrznej stronie goleni trzeciej pary odnóży.

Żuk leśny (Anoplotrupes stercorosus) – gatunek chrząszcza z rodziny gnojarzowatych i podrodziny Geotrupinae.

## Opis
Ciało sklepione, dość krępe, długości 12–19 mm, z wierzchu niebieskie lub niebieskoczarne, pod spodem metaliczne, kawowoniebieskie lub kawowozielone. Głowa z guzkiem, a przedplecze z wyraźnie obrzeżoną na całej długości nasadą. Pokrywy o rzędach wyraźnie wgłębionych. Golenie odnóży tylnych z dwiema listwami (łącznie z wierzchołkową).

## Biologia i ekologia
Żuk ten zasiedla wyłącznie lasy liściaste i mieszane. Preferuje starsze i bardziej zwarte drzewostany. Dorosłe odżywiają się butwiejącymi szczątkami roślin, odchodami roślinożerców oraz starymi owocnikami niektórych grzybów kapeluszowych. Obserwowano też ich żerowanie na padlinie. Samice i samce kopią korytarz głębokości ok. 30 lub 40 cm, a następnie samica wykopuje korytarze boczne i komory lęgowe. Komory i korytarze wypełniane są martwą materią roślinną, zwłaszcza ściółką, która stanowi pokarm dla larw.
W polskich lasach gatunek ten tworzy zgrupowania żuków z żukiem wiosennym. Dorosłe występują od kwietnia do października.
Owad ten nawozi glebę oraz zwiększa jej przewiewność i przesiąkliwość przez co uznawany jest za pożytecznego z punktu widzenia gospodarki leśnej.

## Rozprzestrzenienie
Chrząszcz palearktyczny. Zamieszkuje prawie całą Europę, Syberię Zachodnią oraz Kaukaz. W Polsce najpospolitszy przedstawiciel rodziny.